# 太田和夫 (医師)
太田 和夫（おおた　かずお、1931年（昭和6年）7月18日 - 2010年（平成22年）7月20日）は、日本の医師。東京女子医科大学名誉教授、元日本移植学会理事長、元日本透析医学会理事長である。

## 経歴
旧制成蹊高等学校（24期）を経て、1957年3月に東京大学医学部医学科を卒業。1958年6月に東京大学第2外科に入局する。
1970年1月、東京女子医科大学理論外科助手、同年10月に講師、1972年2月に助教授を経て、1973年1月に東京女子医科大学人工腎臓センター教授に就任。1979年4月に東京女子医科大学腎臓病総合医療センター外科教授、同センター副部長、1983年4月所長を歴任した。

## 人物
- 日本で初めての生体腎移植の実施、人工腎臓による治療など、人工腎臓を用いた血液浄化療法の分野に大きく貢献した[1]。
- 東京女子医科大学にて、人工透析の患者を数多く診た[2]。
- 人工臓器を扱う臨床工学技士の資格誕生と発展に尽力し、医療機器センターにおいて臨床工学の現状と将来のあり方等を検討することを目的とした臨床工学関連問題検討委員会を設置し、初代委員長を務めるなど将来の医療を見越したプロフェッショナルの育成に貢献した[3]。
- 同一分野で工学者の酒井清孝、峰島三千男らと共に人工臓器、医用工学の分野においても多くの業績を残した。